# ریچارد ماسولین
ریچارد ماسولین (انگلیسی: Richard Massolin؛ زادهٔ ۲۱ فوریهٔ ۱۹۷۶) بازیکن فوتبال اهل فرانسه است.
از باشگاه‌هایی که در آن بازی کرده‌است می‌توان به باشگاه ورزشی المحرق، باشگاه فوتبال پاریس، و باشگاه فوتبال نیم المپیک اشاره کرد.
وی همچنین در تیم ملی فوتبال مارتینیک بازی کرده‌است.